# 滋賀県道43号平野草津線
滋賀県道43号平野草津線（しがけんどう43ごう ひらのくさつせん）は、滋賀県大津市平野を起点に草津市南田山交点に至る5.0 kmの県道（主要地方道）である。

## 概要
笠山交点から松下中央交点までは4車線、それ以外は2車線である。都市計画道路平野南笠線として平野から笠山を経て南笠まで無電柱のバイパス整備が計画されている。

### 路線データ
- 起点：大津市平野（平野町交差点、滋賀県道16号大津信楽線交点）
- 終点：草津市野路（南田山交差点、国道1号交点）

## 歴史
- 1958年（昭和33年）7月26日 - 滋賀県道112号平野南笠線として認定[2]。
- 1970年（昭和45年）7月31日 - 現行の路線名に変更[3]。
- 1994年（平成6年）4月1日 - 現行の路線番号に変更。

## 地理

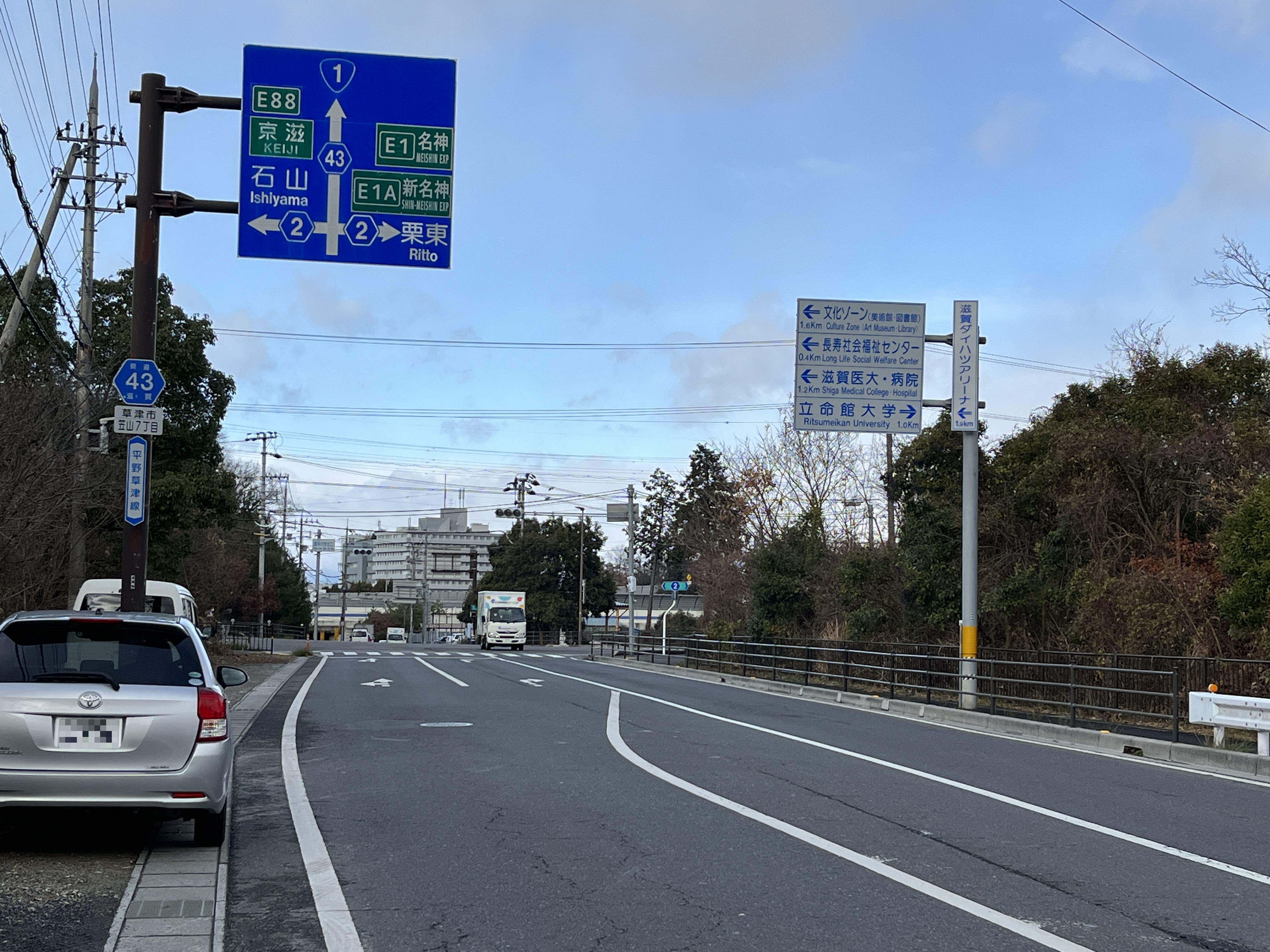
草津市笠山7丁目付近

### 通過する自治体
- 大津市
- 草津市

### 交差する道路
- 滋賀県道16号大津信楽線・滋賀県道108号南郷桐生草津線（大津市平野・平野町交差点、起点）
- 滋賀県道2号大津能登川長浜線 山手幹線（草津市笠山）
- 京滋バイパス（国道1号 一般道部分）（草津市野路東）
- 国道1号（国道8号 重複）（草津市野路・南田山交差点、終点）

### 沿線にある施設など
- 大津市立上田上小学校、上田上幼稚園
- 大津上田上郵便局
- 京都大学生態学研究センター
- 滋賀県立総合福祉センター
- 歯科総合センター
- 滋賀医科大学、滋賀医科大学医学部附属病院
- イサム塗料
- パナソニック
  - 松下幸之助商学院
- 草津市立玉川小学校、玉川幼稚園